# محمد ششم مراکش
محمد ششم مراکش، (زاده ۲۱ اوت ۱۹۶۳) پادشاه کنونی کشور مراکش (از ۲۳ ژوئیه ۱۹۹۹ تا کنون) است. در دوره محمد ششم، مراکش به عنوان سومین دمکراسی در خاورمیانه و آفریقا مورد تمجید رسانه‌های غربی قرار گرفت. بوش و رهبران ۸ کشور صنعتی جهان مغرب را کشوری در راه دمکراسی توصیف نمودند. ماه جاری نیز در گزارش امور اقلیت‌های دینی صادره از وزارت خارجه آمریکا و همچنین در گزارش اقتصادی مجله اکونومیست در خصوص پایتخت‌های جهان، جایگاه مغرب ارتقاء و موقعیت ممتازتری پیدا کرده‌است. اخیراً نیز واحد اطلاعاتی نشریه اکونومیست، سطح آزادی سیاسی و مدنی در بیست کشور خاورمیانه را بر اساس پانزده شاخص رده‌بندی کرده‌است که مغرب در راس آن قرار دارد.

## گاه‌شمار رویدادهای دوره محمد ششم

### ۱۹۹۹
- ۲۳ ژوئیه. درگذشت سلطان حسن دوم (۱۹۹۹–۱۹۲۹). پسر ارشد او، محمد ششم متولد ۱۹۶۳ در تاریخ سی ام ژوئیه تاج گذاری می‌کند.
- یک ماه بعد، پادشاه جدید طی سخنرانی خود، موضوع «قربانیان دستگیری‌های خودسرانه» و «مفقودالاثرها» را مطرح می‌نماید.
- ۳۰ اوت. یک گروه سلفی الجزایری در ۴ کیلومتری مرز مغرب در منطقه بنی ونیف قتل‌عام انجام می‌دهد و الجزایر، مغرب را مسئول می‌شناسد.
- ۳۰ سپتامبر. محمد ششم به تبعید ابراهیم صرفتی خاتمه می‌دهد. دو ماه پس از این تاریخ، خانواده بن برکه بعد از ۳۶ سال تبعید در فرانسه به مغرب بازمی‌گردد.
- ۹ نوامبر. عزل آقای ادریس بصری، وزیر کشور بیست سال گذشته.

### ۲۰۰۰
- ۱۲ مارس. هم‌زمان با راهپیمائی نزدیک به صد هزار نفر در رباط برای پشتیبانی از اصلاحات و آزادیهای پیش‌بینی شده در قانون خانواده، چند صد هزار نفر اسلام‌گرا در کازابلانکا خواستار باز پس گرفتن آن شدند. در نهایت این اصلاحات به نفع اسلام گرایان تعدیل شد.

### ۲۰۰۱
- ۱ نوامبر. بازدید سلطنتی از صحرای غربی که برای اولین بار پس از آتش‌بس سال ۱۹۹۱ صورت می‌گیرد.

### ۲۰۰۲
- ۲۳ آوریل. محمد ششم از طرف پرزیدنت بوش در واشینگتن به حضور پذیرفته می‌شود.
- ۱۲ ژوئیه. جشن ازدواج شاه با خانم سلما بنانی در رباط.
- ۱۱ ژوئیه. مغرب یک دسته سرباز به جزیره پرخیل/لیلی در ۲۰۰ متری سواحل خود اعزام می‌دارد. اسپانیا در تاریخ هفدهم آنها را بیرون رانده و سپس در تاریخ بیستم قوای خود را خارج می‌کند. در تاریخ ۳۰ ژانویه ۲۰۰۳، روابط دو کشور به حالت عادی در می‌آید.
- ۲۷ سپتامبر. در انتخابات مجلس، ۳۵ نماینده زن انتخاب می‌شوند، در حالی که اسلام گرایان حزب عدالت و توسعه (PJD)، با ۴۱ کرسی تعداد نمایندگان خود را به سه برابر می‌رسانند. چند روز بعد، محمد ششم آقای ادریس جطو که به هیچ حزبی تعلق ندارد را جایگزین نخست‌وزیر سوسیالیست وقت، عبدالرحمن یوسفی می‌کند.

### ۲۰۰۳
- ۱۶ مه. حملات تروریستی در کازابلانکا منجر به کشته شدن ۴۵ نفر می‌شود که ۱۲ نفر از انتحاریون (کامیکازها) نیز در میانشان بودند. مجلس در تاریخ ۲۸ مه یک قانون ضد تروریستی را به تصویب می‌رساند.
- ۲۹ مه. پادشاه در یک سخنرانی رادیو- تلویزیونی «پایان عصر مسامحه» را اعلام نمود.
- ۱۱ ژوئیه. ۱۰ حکم اعدام برای اعضای «سلفیه جهادیه» که در عملیات ۱۶ مه دست داشته‌اند، اعلام شد. صد نفر دیگر در ماه‌های اوت و سپتامبر محکوم می‌شوند.

### ۲۰۰۴
- ۷ ژانویه. محمد ششم ۳۲ زندانی سیاسی را عفو می‌کند،
- ۱۶ ژانویه. نمایندگان مجلس به اتفاق آرا تساوی حقوقی بین زن و مرد را به تصویب می‌رساند.
- ۲۳ فوریه. زمین لرزه در الحسیمه ۶۰۰ کشته برجای می‌گذارد. شاه در تاریخ بیست و هشتم از محل بازدید می‌کند.
- ۳ ژوئن. واشینگتن عنوان «متحد ارجح غیر ناتو» را به مغرب اعطا می‌کند.
- ۸ ژوئن. بازسازی دولت، از جمله حذف وزارت حقوق بشر.
- ۱۵ ژوئن. آمریکا و مغرب موافقت نامه‌ای در زمینه تجارت آزاد امضا می‌کنند
- ۱۵ تا ۲۶ ژوئن. «سفر دوستانه» و درازمدت پادشاه به کشورهای آفریقایی جنوب صحرا که به ترتیب به کشورهای کامرون، گابن، بنین، نیجر و سنگال انجام می‌گیرد.
- ۲۲ ژوئن. پس از استعفای فرستاده مخصوص سازمان ملل به صحرای غربی، رباط اظهار می‌دارد که «طرح بیکر» دیگر در دستور کار روز نبوده و راه حلی «نهایی و کلی» را بر مبنای «یک خودمختاری وسیع» اعلام می‌دارد.
- ۸ ژوئیه. پرزیدنت بوش از محمد ششم در کاخ سفید پذیرایی می‌کند.
- ۳۰ ژوئیه. مغرب به‌طور یکجانبه روادید برای الجزایری‌ها را لغو می‌کند اما الجزایر این پیشنهاد را رد می‌کند.
- سپتامبر. ملاقات رهبران مغرب و الجزایر در حاشیه مجمع عمومی سازمان ملل.
- اکتبر. به‌دنبال به رسمیت شناخته شدن جمهوری صحرا از سوی آفریقای جنوبی، روابط مراکش و الجزایر بحرانی می‌شود.
- ۱۰ دسامبر. برگزاری اولین کنفرانس خاورمیانه بزرگ و شمال آفریقا در رباط با حضور وزرای خارجه و اقتصاد ۸ کشور صنعتی و ۲۳ کشور خاورمیانه‌ای.

### ۲۰۰۵
- ۲۳ مه. بیانیه رئیس‌جمهور بوتفلیقه در خصوص صحرا مراکش را ناراحت می‌کند.
- ۲۴ مه. در پی لغو سفر محمد ششم به طرابلس اجلاس سران اتحادیه مغرب عربی نیز لغو گردید.
- ۲۸ مه. شورش طرفداران پلیساریو در چهار شهر بزرگ عیون مغرب اقادیر و حسیمه.
- اعتراض دولت مغرب به سفیر آمریکا در خصوص درج مصاحبه‌های نادیه یاسین در رسانه‌های آمریکایی.
- ۱۷ ژوئن. عدم موافقت مغرب با سفر یک هیئت بلندپایه الجزایری به رهبری نخست‌وزیر به مراکش و اعلام لغو آن از سوی دولت مراکش.
- ۲۵ ژوئن. به رسمیت شناخته شدن صحرا از سوی دولت کنیا.
- دسامبر. اروگوئه جمهوری صحرا را به رسمیت می‌شناسد.
- ۲۰۰۸ - قطع رابطه با ایران.
- ۲۰۱۰- شورش در شهر العیون در صحرای غربی و کشته شدن ۱۵ نفر
- ۲۰۱۱- تظاهرات ضد دولتی در سراسر مراکش توسط گروه ۲۰ فوریه خودسوزی و کشته شدن ۶ نفر.
- ۲۰۱۱- موافقت شاه با تغییر قانون اساسی.
- ۲۰۱۱- رفراندوم قانون اساسی و پیروزی اسلام گرایان.

## خانواده
محمد ششم یک برادر به‌نام مولای رشید و سه خواهر به‌نام‌های لاله مریم، لاله اسماء و لاله حسناء دارد. او در تاریخ ۲۱اُم مارس سال ۲۰۰۲، با سلمی بنانی در رباط ازدواج کرد. آنها در ۸ مه ۲۰۰۳ مولای حسن را و در ۲۸ فوریه ۲۰۰۷ دخترشان لاله خدیجه را صاحب شدند.